# Betty Fisher e altre storie
Betty Fisher e altre storie (Betty Fisher et autres histoires) è un film del 2001 diretto da Claude Miller, tratto dal romanzo di Ruth Rendell L'albero delle mani (1984) e interpretato da Sandrine Kiberlain, Nicole Garcia e Mathilde Seigner.

## Riconoscimenti
- 2002 - Premi César
  - Candidatura per la migliore attrice non protagonista a Nicole Garcia
  - Candidatura per il migliore attore non protagonista a Édouard Baer
- 2001 - Montreal World Film Festival
  - Miglior attrice a Sandrine Kiberlain, Nicole Garcia e Mathilde Seigner